# NGC 1364
NGC 1364 è una lontana galassia a spirale situata nella costellazione dell'Eridano, a una distanza di circa 444 milioni di anni luce dalla nostra Via Lattea.

## Scoperta
La galassia è stata scoperta nel 1886 dall'astronomo statunitense Frank Muller.

## Descrizione
NGC 1364 ha una classe di luminosità III?